# ベンディール
ベンディール（英: Bendir、アラビア語: بندير、複数形はバナディール<banadir>、بنادير）は、北アフリカや南西アジアの木製フレームを使ったフレームドラム。
ベンディールは、北アフリカ全体で演奏され、スーフィーの儀式にて使用される伝統的な楽器である。古代エジプトやメソポタミアでも演奏された。トルコ語で「ベンディール」という言葉は「大きなハンド・フレームドラム」を意味する。

## 構造と演奏

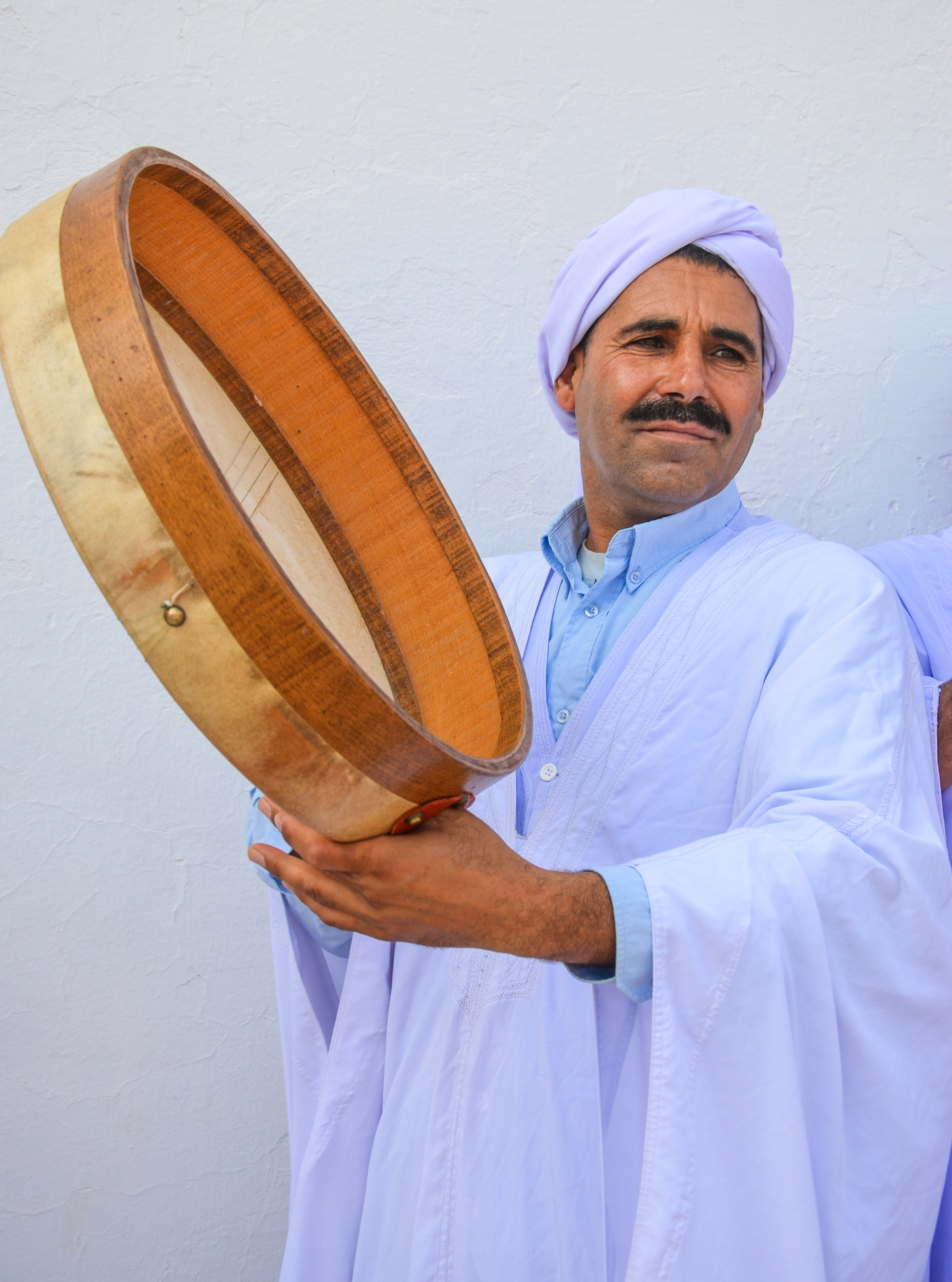
アルジェリアのラグアットでベンディールを演奏する男

ベンディールのヘッド（打面）にはスネア（通常はガット製）が張られていることが多く、ドラムを指や手のひらで叩くと、ブーンという音がする。ドラムは垂直位置で演奏される。利き手でない手の親指をフレームの穴に通してドラムを保持する。
同様なフレームドラムには、エジプトのタールや、アイルランドのバウロンがある。ベンディールとは異なり、タールにはフレームの裏側にスネアがなく、バウロンはビーター（撥）で演奏される 。 